# Bagbera
Bagbera è una suddivisione dell'India, classificata come census town, di 67.100 abitanti, situata nel distretto del Singhbhum Orientale, nello stato federato del Jharkhand. In base al numero di abitanti la città rientra nella classe II (da 50.000 a 99.999 persone).

## Geografia fisica
La città è situata a 22° 45' 30 N e 86° 11' 14 E.

## Società

### Evoluzione demografica
Al censimento del 2001 la popolazione di Bagbera assommava a 67.100 persone, delle quali 35.027 maschi e 32.073 femmine. I bambini di età inferiore o uguale ai sei anni assommavano a 9.729, dei quali 4.828 maschi e 4.901 femmine. Infine, coloro che erano in grado di saper almeno leggere e scrivere erano 44.359, dei quali 26.369 maschi e 17.990 femmine.